# Coccineorchis warszewicziana
Coccineorchis warszewicziana là một loài thực vật có hoa trong họ Lan. Loài này được Szlach., Rutk. & Mytnik mô tả khoa học đầu tiên năm 2004.